# Bella Moretti
Arielle Myles (Las Vegas, Nevada; 12 de marzo de 1989), más conocida como Bella Moretti, es una actriz pornográfica estadounidense, de ascendencia afroestadounidense. Debutó en la industria pornográfica en 2008, con tan sólo 19 años de edad.

## Premios y nominaciones
| Año  | Premio        | Resultado | Categoría                                            | Trabajo        |
| ---- | ------------- | --------- | ---------------------------------------------------- | -------------- |
| 2012 | Urban X Award | Nominada  | Best 3 Way Sex Scene (with Skin Diamond & Mr Marcus) | Hitch Hikers 2 |

## Filmografía
| Año  | Film                                                 | Studio                      |
| ---- | ---------------------------------------------------- | --------------------------- |
| 2008 | Black Bottom Girls 5                                 | Vouyer Media                |
| 2008 | Black Dick in Daddy's Daughter 3                     | Platinum X Pictures         |
| 2008 | Booty Talk 82                                        | West Coast Productions      |
| 2008 | Chocolate Chicks on Cracker Dicks 1                  | Juicy Entertainment         |
| 2008 | Slippin' Into Darkness 2                             | Vouyer Media                |
| 2009 | Bang That Black Bitch White Boy 5                    | Red Light District          |
| 2009 | Barely Legal 100                                     | Hustler Video               |
| 2009 | Black Azz Orgy 6                                     | Black Ice                   |
| 2009 | Black Moon Risin 10                                  | Mercenary Pictures          |
| 2009 | Black Teen Pussy Party 4                             | Black Magic Pictures        |
| 2009 | Chocolate Cream Pies 21                              | Sticky Video                |
| 2009 | Ebony Amateurs 7                                     | Heatwave                    |
| 2009 | Femdom Ballbusters And Ball-Biting Black Girls       | Ultima Entertainment        |
| 2009 | Fuck Face                                            | Evil Angel                  |
| 2009 | Girls Greasin' Girls 3                               | Black Ice                   |
| 2009 | I Eat White Meat 3                                   | Juicy Entertainment         |
| 2009 | Lesbian Ebony Amateurs 3                             | Heatwave                    |
| 2009 | Mama Turned Me Out 4                                 | Evasive Angles              |
| 2009 | New Black Cheerleader Search 5                       | White Ghetto                |
| 2009 | Nightstick Black POV 6                               | Mercenary Pictures          |
| 2009 | Office Freaks 4                                      | West Coast Productions      |
| 2009 | Soul Hole                                            | Black Ice                   |
| 2009 | Squirtin Sistas 4                                    | Black Magic Pictures        |
| 2009 | Tight Black Cherries 2                               | Black Magic Pictures        |
| 2009 | White Dicks in Black Chics 6                         | Incredible Digital          |
| 2009 | Whitezilla Is Bigga Than A Nigga 2                   | Shane's World               |
| 2010 | Asseaters Unanimous 22: All Girl Interracial Edition | Tom Byron Pictures          |
| 2010 | Black Lesbian Hunters                                | West Coast Productions      |
| 2010 | Cum Bang 5                                           | Hush Hush Entertainment     |
| 2010 | Cumswapping Headliners 15                            | Heatwave                    |
| 2010 | Freaky Lil Divas And Dymez 2                         | Black Magic Pictures        |
| 2010 | Nightstick Black POV 7                               | Mercenary Pictures          |
| 2010 | Office Confessionals 11                              | Bone Digital                |
| 2010 | Official Shaft Parody                                | Black Ice                   |
| 2010 | Porn's Top Black Models 2                            | Elegant Angel               |
| 2010 | Slim Sexy and Black                                  | Juicy Entertainment         |
| 2010 | Suck Balls 1                                         | Evil Angel                  |
| 2010 | Suck It Dry 8                                        | Evil Angel                  |
| 2010 | Throat Injection 3                                   | Jules Jordan Video          |
| 2010 | Tight Black Cherries 4                               | Black Magic Pictures        |
| 2010 | Womenopoly 4                                         | Black Market Entertainment  |
| 2011 | Anacondas and Lil Mamas 7                            | Juicy Entertainment         |
| 2011 | Armpit Confidential 2                                | White Ghetto                |
| 2011 | Black Anal Love 1                                    | West Coast Productions      |
| 2011 | Black Lesbian Romance                                | West Coast Productions      |
| 2011 | Chocolate Covered Coeds 2                            | Black Market Entertainment  |
| 2011 | Cum In Me Baby 2                                     | West Coast Productions      |
| 2011 | Daddy's Got a Sweet Tooth 1                          | Combat Zone                 |
| 2011 | Hitchhikers 1                                        | West Coast Productions      |
| 2011 | Hitchhikers 2                                        | West Coast Productions      |
| 2011 | Hustler's Untrue Hollywood Stories: Oprah            | Hustler Video               |
| 2011 | Interracial Swingers 2                               | Devil's Film                |
| 2011 | It's All Pink on the Inside 2                        | Black Market Entertainment  |
| 2011 | My New White Stepdaddy 1                             | Devil's Film                |
| 2011 | Official 106 and Park Parody                         | Black Ice                   |
| 2011 | Phat Black Juicy Anal Booty 8                        | West Coast Productions      |
| 2011 | Put Your Feet on My Meat                             | White Ghetto                |
| 2011 | Real Black Housewives of LA                          | West Coast Productions      |
| 2011 | Solo Sweethearts 1                                   | Tom Byron Pictures          |
| 2011 | Street Hookers for the White Guy 1                   | West Coast Productions      |
| 2011 | Superstar Brown Skin Beauties                        | Hustler Video               |
| 2012 | Barefoot Confidential 72                             | Kick Ass Pictures           |
| 2012 | Black Fuck Faces                                     | Evil Angel                  |
| 2012 | Black Girl Gloryholes 9                              | Blacks On Blondes           |
| 2012 | Black Prison Lesbians                                | West Coast Productions      |
| 2012 | Black Scary Movie                                    | West Coast Productions      |
| 2012 | Black Teens 8                                        | Woodburn                    |
| 2012 | Fine Ass Lesbians                                    | All Girl Cam House          |
| 2012 | It's a Girl Thing 2                                  | Tom Byron Pictures          |
| 2012 | Just Tease 3                                         | Elegant Angel               |
| 2012 | Lesbian Beauties 7: All Black Beauties               | Mile High                   |
| 2012 | Miss Pretty Pussy                                    | Justin Slayer International |
| 2012 | Teen Pussy International                             | Bluebird Films              |
| 2013 | Black Pussy is Sweeter                               | AMK Empire                  |
| 2013 | Chocolate Samplers                                   | Hustler Video               |
| 2013 | I Love Black Lesbians                                | Evasive Angles              |
| 2013 | I Need Some Alone Time                               | Tom Byron Pictures          |
| 2013 | Nice Girls Love Black Dick                           | Hustler Video               |
| 2013 | Sistas Chasing White Meat 1                          | PornstarCamHouse.com        |
| 2013 | Soul Sista Solos                                     | Kick Ass Pictures           |
| 2014 | Hoodratz 3                                           | Black Storm Pictures        |